# Buffle du Levant
Le buffle du Levant est une race du buffle domestique Bubalus bubalis, utilisée pour la traction, les produits laitiers, la viande, le cuir (très réputé) et le fumier.

## Aire de répartition
En Italie méridionale, en Europe du Sud-Est, en Anatolie, au Caucase et dans le « croissant fertile » on a trouvé des preuves archéologiques de la présence du buffle domestique dès l'époque archaïque, à l'aube de l'Antiquité. Les historiens préfèrent pour cette raison l'appellation de buffle domestique méditerranéen, courante en Italie.
À l'époque moderne le buffle du Levant est présent en Italie (Mezzogiorno, Émilie-Romagne où son lait sert à fabriquer la mozzarella), Roumanie, Hongrie, Croatie, Serbie, Albanie, Macédoine, Bulgarie, Grèce, Turquie, Géorgie, Arménie, Azerbaïdjan, Irak et ouest de l'Iran (au Khuzistan). Dans le Midi de la France, quelques fermes en élèvent aussi, et des populations ont été introduites aux Pays-Bas, dans le polder d'Overdiepse et au Brésil dans l'île de Marajó. Il existe aussi une importante population de buffles européens férals dans les zones humides australiennes.

## Dénominations
Inféodé à l'état sauvage aux milieux humides, le buffle des marais domestiqué Bubalus bubalis bubalis reste très attiré par les zones aquatiques, d'où l'appellation alternative « buffle d'eau », traduction littérale de l'anglais water buffalo qui sert dans cette langue à le distinguer du bison également appelé buffalo. L'appellation corrélative « buffle de terre » n'existe pas, à moins d'appeler ainsi le buffle d'Afrique Syncerus caffer, inféodé aux savanes mais qui apprécie, lui aussi, les zones humides. Plusieurs pays revendiquent, pour leur cheptel bubalin, le statut de race domestique particulière, d'où les dénominations de buffle campanien, anatolien, caucasien, hongrois, croate, albanais, azéri ou persan (hongrois : magyar bivaly, serbo-croate hrvatski bivo ou српски биво, albanais buallica shqiptare) mais d'autres l'appellent simplement « buffle méditerranéen » (italien buffalo mediterraneo) ou « buffle domestique » (roumain bivol domestic, grec εγχώρικί βουβάλι, bulgare вътрешен бивол ou turc yerli manda). 

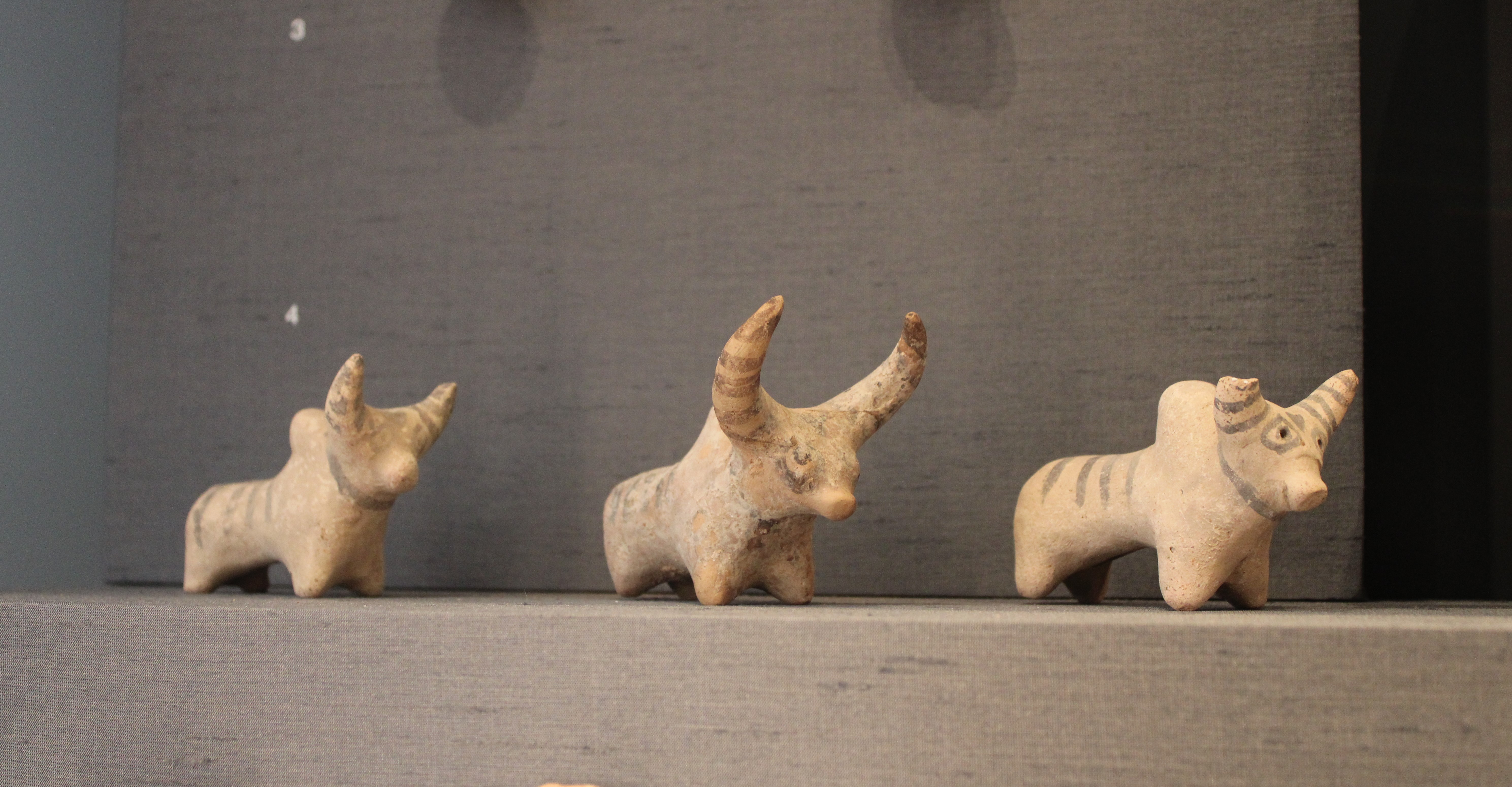
Buffles en terre cuite, IIIe millénaire av. J.-C., Baloutchistan (British Museum).
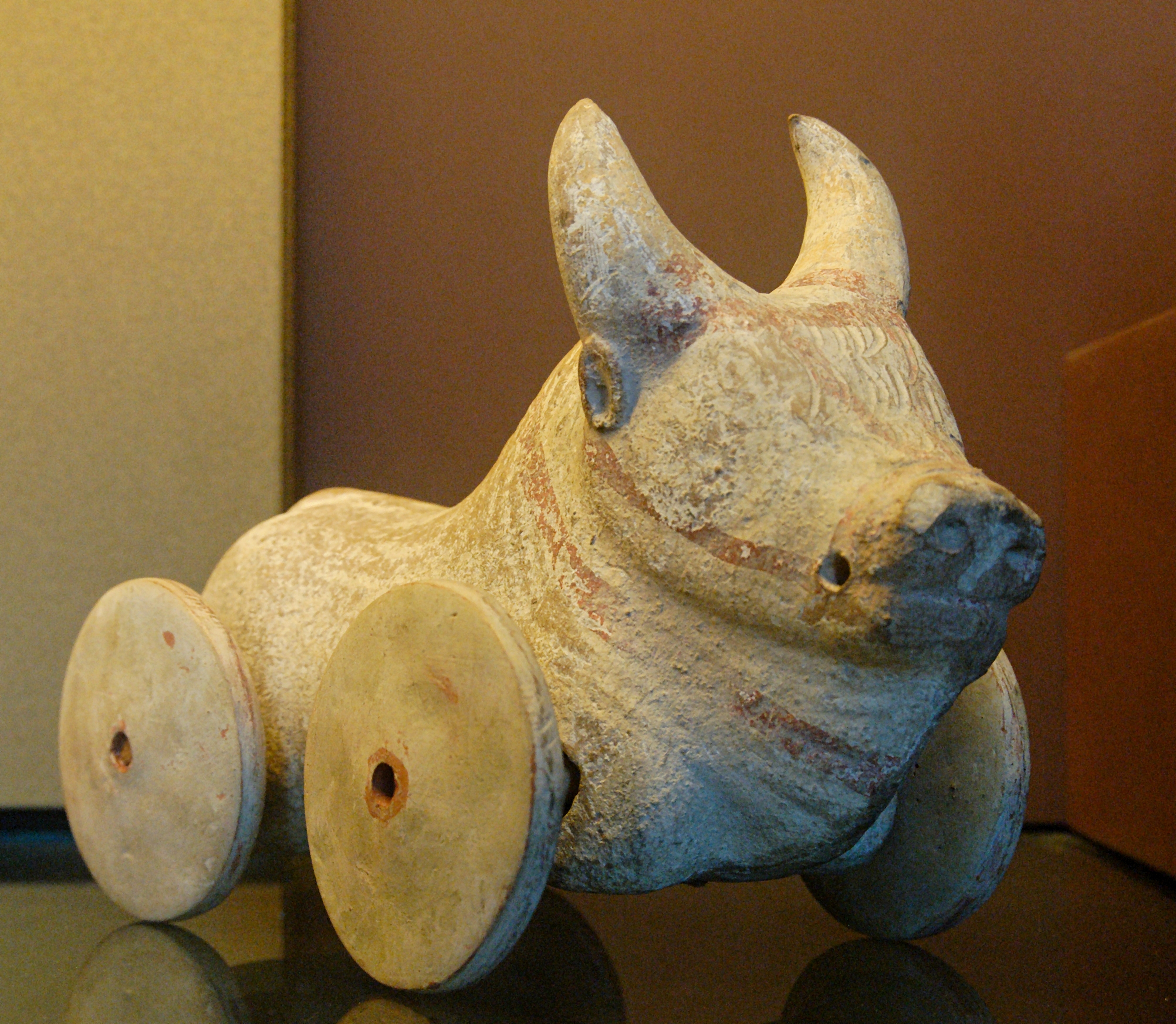
Buffle à roulettes, jouet d'enfant en terre cuite, Grande Grèce (Italie du Sud), époque archaïque.
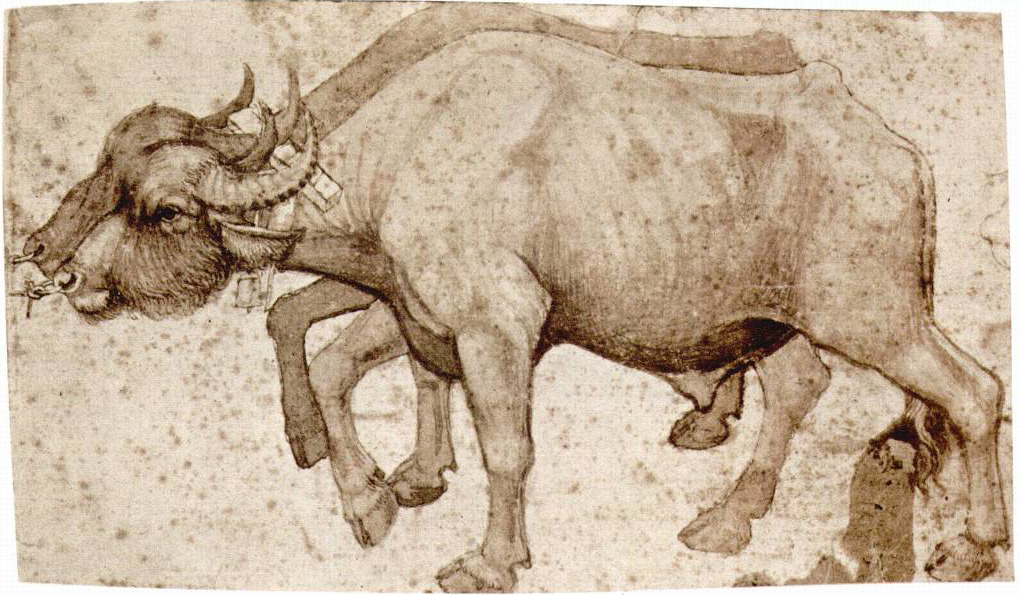
Buffles, par Pisanello (vers 1420-1440)
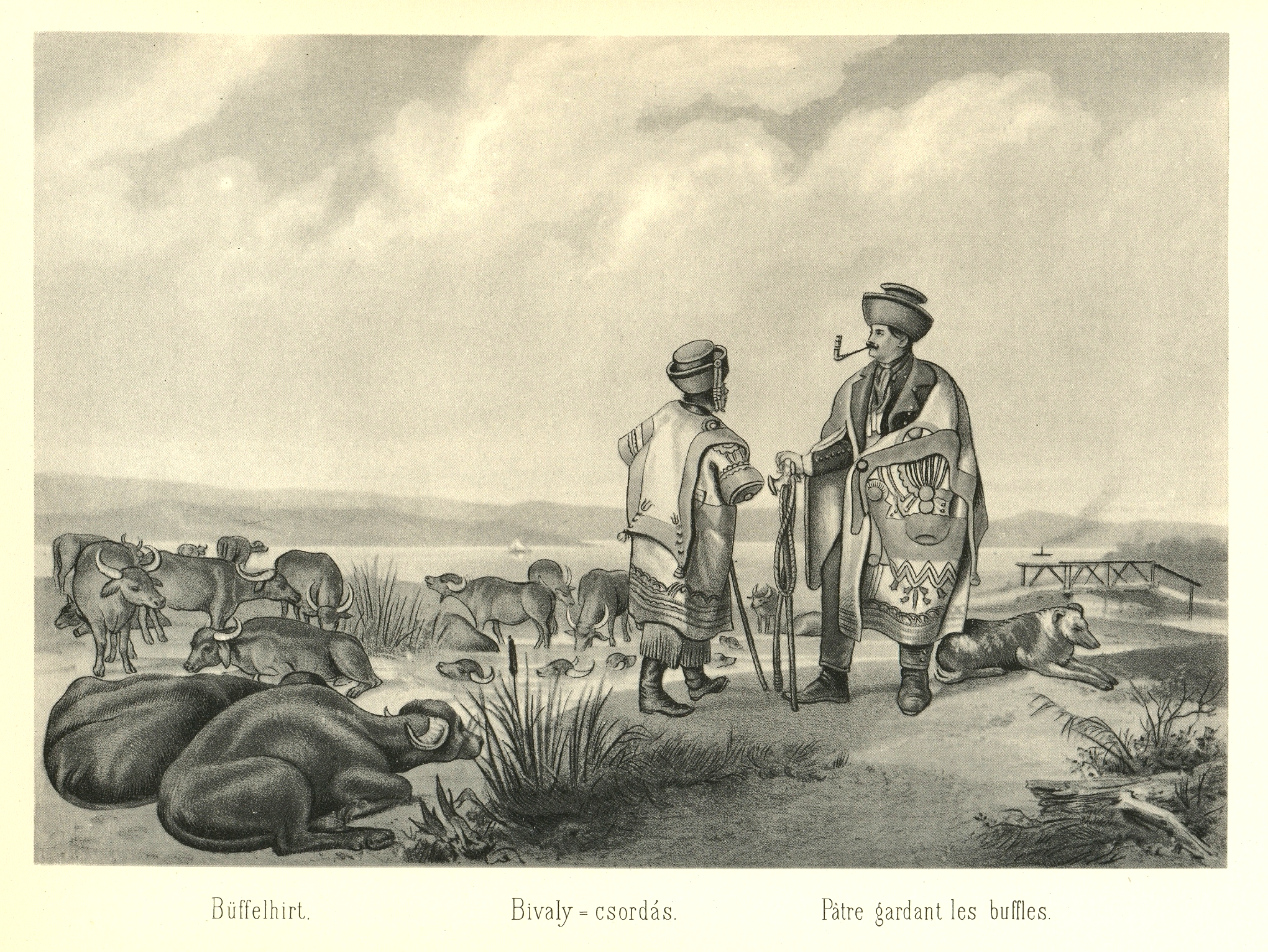
Csordás (« bouviers ») en Hongrie au XIXe siècle.
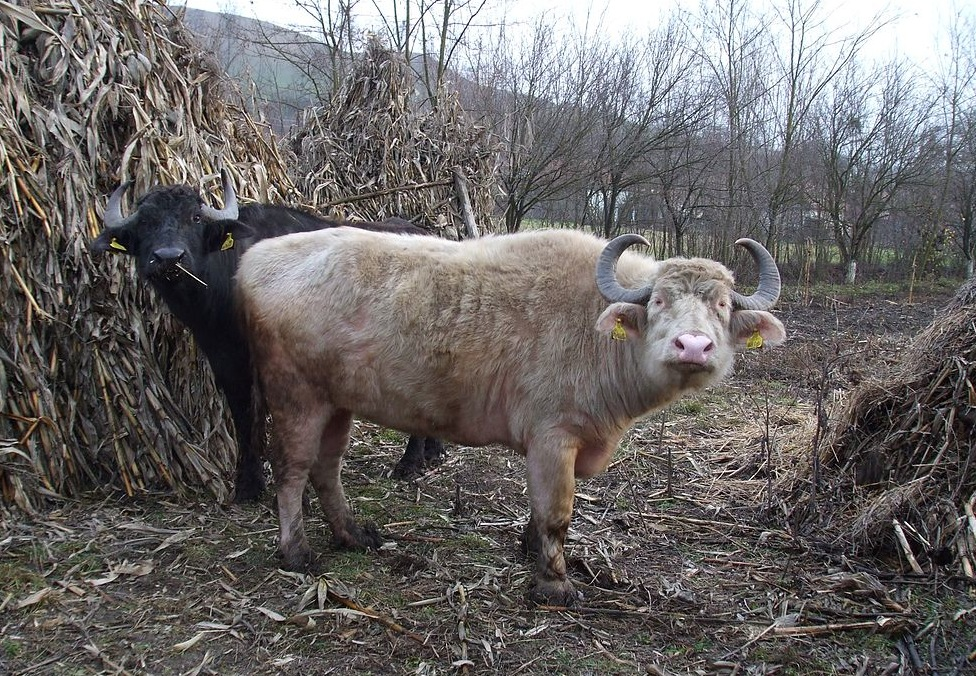
Buffles domestiques transylvains.